# NGC 4606
NGC 4606 ist eine Balken-Spiralgalaxie mit aktivem Galaxienkern vom Hubble-Typ SBa im Sternbild Jungfrau nördlich der Ekliptik. Sie ist schätzungsweise 71 Millionen Lichtjahre von der Milchstraße entfernt, hat einen Durchmesser von etwa 70.000 Lj und ist unter der Katalognummer VVC 1859 als Teil des Virgo-Galaxienhaufens gelistet.
Im selben Himmelsareal befinden sich u. a. die Galaxien NGC 4407, IC 809, IC 3624, IC 3670.
Das Objekt wurde am 15. März 1784 von William Herschel entdeckt.